# U-453 (tàu ngầm Đức)
U-453 là một tàu ngầm tấn công  Lớp Type VII thuộc phân lớp Type VIIC được Hải quân Đức Quốc Xã chế tạo trong Chiến tranh Thế giới thứ hai. Nhập biên chế năm 1941, nó dành hầu hết quãng đời phục vụ để hoạt động tại khu vực Địa Trung Hải, thực hiện được tổng cộng mười bảy chuyến tuần tra, đánh chìm hoặc gây tổn thất toàn bộ cho chín tàu buôn cùng hai tàu chiến với tổng tải trọng 23.289 GRT và 2.540 tấn, đồng thời gây hư hại cho một tàu buôn và một tàu chiến phụ trợ với tổng tải trọng 16.610 GRT. Trong chuyến tuần tra cuối cùng, U-453 bị các tàu khu trục HMS Termagant, HMS Tenacious và tàu khu trục hộ tống HMS Liddesdale của Hải quân Hoàng gia Anh đánh chìm về phía Tây Bắc mũi Spartivento vào ngày 21 tháng 5, 1944.

## Thiết kế và chế tạo

### Thiết kế

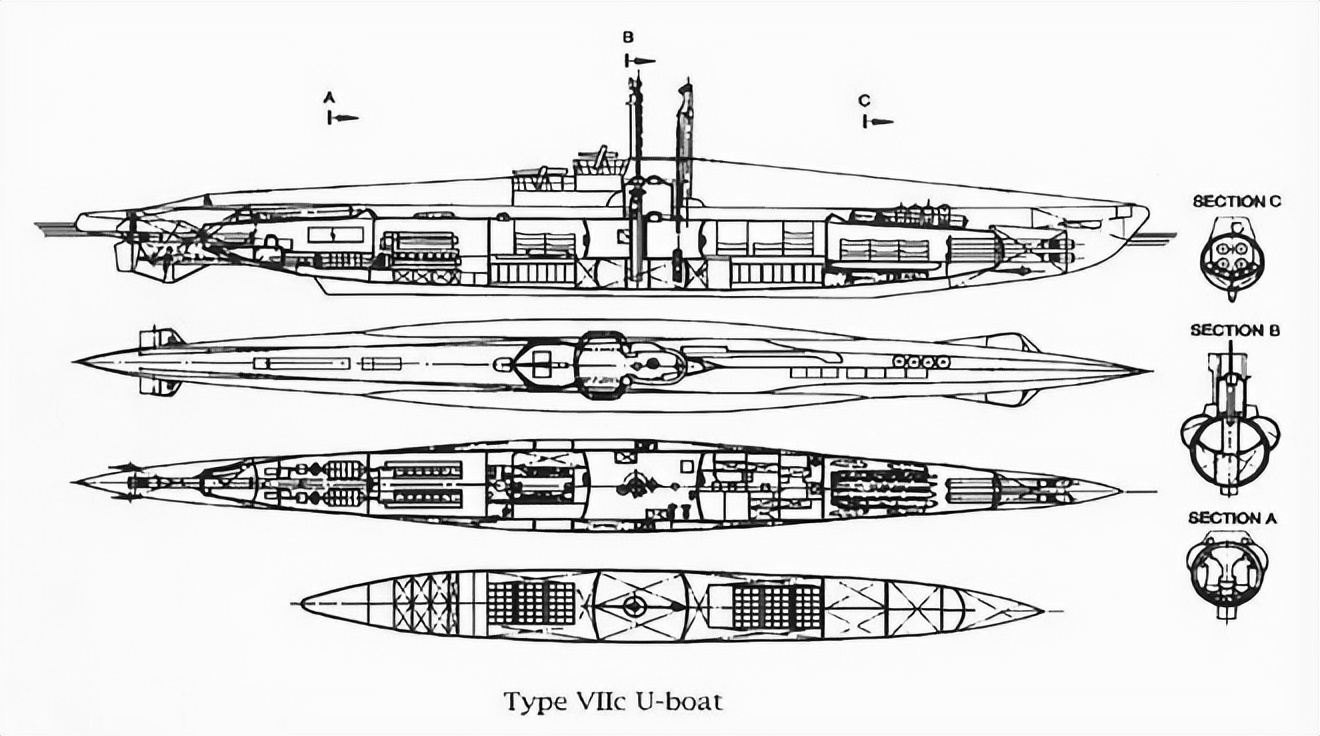
Sơ đồ các mặt cắt một tàu ngầm Type VIIC

Phân lớp VIIC của Tàu ngầm Type VII là một phiên bản VIIB được kéo dài thêm. Chúng có trọng lượng choán nước 769 t (757 tấn Anh) khi nổi và 871 t (857 tấn Anh) khi lặn). Con tàu có chiều dài chung 67,10 m (220 ft 2 in), lớp vỏ trong chịu áp lực dài 50,50 m (165 ft 8 in), mạn tàu rộng 6,20 m (20 ft 4 in), chiều cao 9,60 m (31 ft 6 in) và mớn nước 4,74 m (15 ft 7 in).
Chúng trang bị hai động cơ diesel Germaniawerft F46 siêu tăng áp 6-xy lanh 4 thì, tổng công suất 2.800–3.200 PS (2.100–2.400 kW; 2.800–3.200 bhp), dẫn động hai trục chân vịt đường kính 1,23 m (4,0 ft), cho phép đạt tốc độ tối đa 17,7 kn (32,8 km/h), và tầm hoạt động tối đa 8.500 nmi (15.700 km) khi đi tốc độ đường trường 10 kn (19 km/h). Khi đi ngầm dưới nước, chúng sử dụng hai động cơ/máy phát điện Garbe, Lahmeyer & Co. RP 137/c  tổng công suất 750 PS (550 kW; 740 shp). Tốc độ tối đa khi lặn là 7,6 kn (14,1 km/h), và tầm hoạt động 80 nmi (150 km) ở tốc độ 4 kn (7,4 km/h). Con tàu có khả năng lặn sâu đến 230 m (750 ft).
Vũ khí trang bị có năm ống phóng ngư lôi 53,3 cm (21 in), bao gồm bốn ống trước mũi và một ống phía đuôi, và mang theo tổng cộng 14 quả ngư lôi, hoặc tối đa 22 quả thủy lôi TMA, hoặc 33 quả TMB. Tàu ngầm Type VIIC bố trí một hải pháo 8,8 cm SK C/35 cùng một pháo phòng không 2 cm (0,79 in) trên boong tàu. Thủy thủ đoàn bao gồm 4 sĩ quan và 40-56 thủy thủ.

### Chế tạo
U-453 được đặt hàng vào ngày 20 tháng 10, 1939, và được đặt lườn tại xưởng tàu của hãng Deutsche Werke AG ở Kiel vào ngày 4 tháng 7, 1940. Nó được hạ thủy vào ngày 30 tháng 4, 1941, và nhập biên chế cùng Hải quân Đức Quốc Xã vào ngày 26 tháng 6, 1941 dưới quyền chỉ huy của Hạm trưởng, Đại úy Hải quân Egon-Reiner von Schlippenbach, người được tặng thưởng Huân chương Chữ thập sắt Hiệp sĩ.

## Lịch sử hoạt động
Sau khi hoàn tất việc huấn luyện trong thành phần Chi hạm đội U-boat 7, U-453 được điều sang Chi hạm đội U-boat 29 đặt căn cứ tại cảng La Spezia, Ý từ ngày 1 tháng 1, 1942, để hoạt động tại Địa Trung Hải cho đến khi bị mất.

### 1941

#### Chuyến tuần tra thứ nhất
U-453 khởi hành từ cảng Kiel vào ngày 12 tháng 11, 1941 cho chuyến tuần tra đầu tiên trong chiến tranh. Nó tiến ra Bắc Hải, rồi băng qua khe GI-UK giữa các quần đảo Shetland và Faroe để vòng qua quần đảo Anh và tìm cách xâm nhập vào Địa Trung Hải. Sau khi vượt qua được eo biển Gibraltar được lực lượng Đồng Minh canh phòng nghiêm ngặt vào ngày 10 tháng 12, chiếc tàu ngầm đã chặn bắt và đánh chìm tàu chở dầu Tây Ban Nha Badalona 4.202 GRT ở vị trí về phía Đông Gibraltar, tại tọa độ 36°43′B 03°30′T / 36,717°B 3,5°T. U-453 kết thúc chuyến tuần tra khi đi đến cảng La Spezia, Ý vào ngày 17 tháng 12.

### 1942

#### Chuyến tuần tra thứ hai
U-453 xuất phát từ cảng La Spezia vào ngày 17 tháng 1 1942 cho chuyến tuần tra thứ hai. Nó hoạt động tại khu vực Đông Địa Trung Hải ngoài khơi Ai Cập, nhưng không đánh chìm được mục tiêu nào, và kết thúc chuyến tuần tra khi đi đến cảng Pola, Ý (nay là Pula thuộc Croatia) vào ngày 1 tháng 2.

#### Chuyến tuần tra thứ ba
U-453 khởi hành từ Pola vào ngày 22 tháng 3 cho chuyến tuần tra thứ ba để tiếp tục hoạt động ngoài khơi Libya và Ai Cập. Vào ngày 7 tháng 4, nó phóng ngư lôi tấn công chiếc HMHS Somersetshire 9.716 GRT mà không nhận ra đó là một tàu bệnh viện của Anh; Somersetshire chỉ bị hư hại và được kéo đến Alexandria, Ai Cập. Chiếc U-boat kết thúc chuyến tuần tra tại Pola vào ngày 21 tháng 4.

#### Chuyến tuần tra thứ tư và thứ năm
U-453 thực hiện chuyến tuần tra tiếp theo để lại hoạt động tại khu vực Đông Địa Trung Hải ngoài khơi Ai Cập. Nó xuất phát từ Pola vào ngày  25 tháng 5, nhưng kết thúc chuyến tuần tra tại đảo Salamis, Hy Lạp vào ngày 14 tháng 6.
Nó rời Salamis vào ngày 18 tháng 6 cho chuyến tuần tra tiếp theo, và mở rộng phạm vi hoạt động đến vùng biển ngoài khơi Palestine cho đến khi quay trở về căn cứ Pola vào ngày 21 tháng 7. Chiếc tàu ngầm sau đó chuyển căn cứ hoạt động từ Pola đến Salamis vào đầu tháng 9.

#### Chuyến tuần tra thứ sáu và thứ bảy
U-453 xuất phát từ cảng Salamis vào ngày 17 tháng 9 cho chuyến tuần tra thứ sáu, và đã chuyển sang hoạt động dọc bờ biển Bắc Phi ngoài khơi Algérie. Nó không đánh chìm được mục tiêu nào, nhưng gặp một tai nạn bởi súng máy khiến một thủy thủ thiệt mạng và ba người khác bị thương vào ngày 13 tháng 10. Chiếc tàu ngầm kết thúc chuyến tuần tra tại La Spezia vào ngày 15 tháng 10.
Trong chuyến tuần tra tiếp theo, sau khi rời La Spezia vào ngày 29 tháng 11 để hoạt động tại vùng biển Bắc Phi, U-453 chịu đựng đợt tấn công bằng mìn sâu của đối phương vào ngày 12 tháng 12, và bị hư hại đến mức phải kết thúc chuyến tuần tra và quay trở lại La Spezia vào ngày 17 tháng 12.

### 1943

#### Chuyến tuần tra thứ tám
U-453 khởi hành từ La Spezia vào ngày 11 tháng 1, 1943 cho chuyến tuần tra thứ tám để hoạt động tại vùng biển quen thuộc ngoài khơi Algérie. Vào ngày 20 tháng 1, nó phóng bốn quả ngư lôi tấn công Đoàn tàu KMS-4, đánh chìm được chiếc tàu buôn Bỉ Jean Jadot 5.859 GRT ở vị trí khoảng 30 nmi (56 km) về phía Tây Ténès, Algérie. Chiếc U-boat quay trở về căn cứ Pola vào ngày 16 tháng 2.

#### Chuyến tuần tra thứ chín
U-453 lại dành chuyến tuần tra thứ chín, cùng xuất phát và kết thúc tại Pola và kéo dài từ ngày 1 tháng 4 đến ngày 5 tháng 5, để hoạt động ngoài khơi Algérie. Vào ngày 24 tháng 4, nó bị một máy bay ném bom Lockheed Hudson thuộc Liên đội 500 Không quân Hoàng gia Anh tấn công. Hỏa lực phòng không của chiếc U-boat đã bắn trúng chiếc máy bay, khiến phi công thiệt mạng và gây hư hại đến mức chiếc máy bay bị phá hủy khi quay về căn cứ.

#### Chuyến tuần tra thứ mười
U-453 khởi hành từ Pola vào ngày 23 tháng 6 cho chuyến tuần tra thứ mười, và đã hoạt động tại khu vực Đông Địa Trung Hải ngoài khơi Libya và Ai Cập. Tại đây vào ngày 30 tháng 6, nó phóng ngư lôi tấn công Đoàn tàu GTX-3, và gây hư hại cho chiếc tàu tiếp dầu hạm đội Anh Oligarch 6.894 GRT ở vị trí khoảng 40 nmi (74 km) về phía Tây Bắc Darnah, Libya. Đến ngày 6 tháng 7, nó lại tấn công Đoàn tàu MWS-36, đánh chìm được chiếc tàu buôn Anh Shahjehan 5.454 GRT ở vị trí về phía Tây Bắc Benghazi, Libya. Chiếc tàu ngầm kết thúc chuyến tuần tra tại Pola vào ngày 24 tháng 7.

#### Chuyến tuần tra thứ mười một
Chuyến tuần tra thứ mười một của U-453 diễn ra từ ngày 31 tháng 7 đến ngày 14 tháng 8, cùng xuất phát và kết thúc tại Pola, khi chiếc tàu ngầm tìm cách ngăn cản cuộc đổ bộ của lực lượng Đồng Minh lên Sicilia.

#### Chuyến tuần tra thứ mười hai, mười ba và mười bốn
Ba chuyến tuần tra ngắn tiếp theo trong biển Adriatic, tất cả cùng xuất phát và kết thúc tại Pola, chỉ kéo dài từ ngày 21 đến ngày 27 tháng 10; 2 đến ngày 13 tháng 11; và 24 tháng 11 đến ngày 1 tháng 12.

### 1944

#### Chuyến tuần tra thứ mười lăm
U-453 khởi hành từ Pola vào ngày 12 tháng 1, 1944 cho chuyến tuần tra thứ mười lăm, và chuyển sang hoạt động tại khu vực Đông Địa Trung Hải ngoài khơi Palestine và Liban. Vào các ngày 1 và 2 tháng 2, nó lần lượt húc để đánh chìm thuyền buồm Hy Lạp Agia Paraskevi 80 GRT ở vị trí khoảng 12 nmi (22 km) về phía Đông mũi Greco, Cyprus; các thuyền buồm Liban Salem 81 GRT và Himli 61 GRT ở vị trí khoảng 8 nmi (15 km) ngoài khơi Soueidie; và thuyền buồm Syria Yahiya 64 GRT ở vị trí khoảng 6 nmi (11 km) về phía Tây mũi Basit. Chiếc U-boat kết thúc chuyến tuần tra tại Salamis, Hy Lạp vào ngày 9 tháng 2.

#### Chuyến tuần tra thứ mười sáu
Chuyến tuần tra thứ mười sáu của U-453 tại vùng biển giữa Hy Lạp và Libya, bắt đầu tại Salamis vào ngày 8 tháng 3 và kết thúc tại Pola vào ngày 25 tháng 3.

#### Chuyến tuần tra thứ mười bảy – Bị mất
U-453 khởi hành từ cảng Pola vào ngày 30 tháng 4 cho chuyến tuần tra thứ mười bảy, cũng là chuyến cuối cùng, để hoạt động ngoài khơi bờ biển Bắc Phi. Vào ngày 19 tháng 5, ở vị trí về phía Nam Taranto, nó phóng ngư lôi tấn công Đoàn tàu HA-43, đánh chìm được tàu buôn Anh Fort Missanabie 7.147 GRT tại tọa độ 38°20′B 16°28′Đ / 38,333°B 16,467°Đ. Sau đó ngoài khơi bờ biển phía Nam của Ý, U-453 bị các tàu khu trục HMS Termagant, HMS Tenacious và tàu khu trục hộ tống HMS Liddesdale của Hải quân Hoàng gia Anh thả mìn sâu đánh chìm về phía Tây Bắc mũi Spartivento vào ngày 21 tháng 5, tại tọa độ 38°13′B 16°30′Đ / 38,217°B 16,5°Đ. Một thành viên thủy thủ đoàn của U-453 đã tử trận, và có 51 người sống sót được cứu vớt và bị bắt làm tù binh chiến tranh.

### Tóm tắt chiến công
U-453 đã đánh chìm hoặc gây tổn thất toàn bộ cho chín tàu buôn cùng hai tàu chiến với tổng tải trọng 23.289 GRT và 2.540 tấn, đồng thời gây hư hại cho một tàu buôn và một tàu chiến phụ trợ với tổng tải trọng 16.610 GRT:
| Ngày              | Tên tàu            | Quốc tịch              | Tải trọng | Số phận                |
| ----------------- | ------------------ | ---------------------- | --------- | ---------------------- |
| 13 tháng 12, 1941 | Badalona           | Spain                  | 4.202     | Bị đánh chìm           |
| 7 tháng 4, 1942   | HMHS Somersetshire | Hải quân Hoàng gia Anh | 9.716     | Bị hư hại              |
| 20 tháng 1, 1943  | Jean Jadot         | Belgium                | 5.859     | Bị đánh chìm           |
| 30 tháng 6, 1943  | Oligarch           | United Kingdom         | 6.894     | Bị hư hại              |
| 6 tháng 7, 1943   | Shahjehan          | United Kingdom         | 5.454     | Bị đánh chìm           |
| 15 tháng 11, 1943 | HMS Quail          | Hải quân Hoàng gia Anh | 1.705     | Tổn thất toàn bộ (mìn) |
| 20 tháng 11, 1943 | Jela               | Yugoslavia             | 335       | Bị đánh chìm (mìn)     |
| 22 tháng 11, 1943 | HMS Hebe           | Hải quân Hoàng gia Anh | 835       | Bị đánh chìm (mìn)     |
| 1 tháng 2, 1944   | Agia Paraskevi     | Greece                 | 80        | Bị đánh chìm           |
| 1 tháng 2, 1944   | Salem              | Lebanon                | 81        | Bị đánh chìm           |
| 1 tháng 2, 1944   | Himli              | Lebanon                | 67        | Bị đánh chìm           |
| 1 tháng 2, 1944   | Yahiya             | Syria                  | 64        | Bị đánh chìm           |
| 19 tháng 5, 1944  | Fort Missanabie    | United Kingdom         | 7.147     | Bị đánh chìm           |